# Asahikawa
Asahikawa (旭川市, Asahikawa-shi) is een stad (shi) op het Japanse eiland Hokkaido. Het is de hoofdstad van de subprefectuur Kamikawa. Asahikawa is de een na grootste stad in Hokkaido, na Sapporo. Het is een kernstad sinds 1 april 2000. De stad is onder meer bekend door de Asahiyama-dierentuin en de Asahikawa-ramen.
Op 31 december 2011 had de stad 351.765 inwoners en een bevolkingsdichtheid van 471 inw./km². De totale oppervlakte bedraagt 747,6 km².

## Naam
De Ainu noemden de rivier Asahi Chiu Pet, wat Rivier van Golven betekent. Maar dankzij een misvatting verstond men Chup Pet wat Rivier van de Zon betekent. Hierdoor werd het Asahi in het Japans (Asahi betekent "Morgenzon").
Asahikawa betekent dan ook Stad van de Morgenzon-Rivier.

## Overzicht
Op 1 augustus 1922 kreeg Asahikawa het statuut van stad (shi). Dankzij de centrale ligging van de stad in het noorden van Hokkaido was Asahikawa invloedrijk binnen de industrie en handel. Er zijn ongeveer 130 rivieren en stromen, inclusief de Ishikari en Chubetsu en er zijn meer dan 740 bruggen in de stad. Asahibashi, een brug over de Ishikari, is een symbool van Asahikawa sinds zijn voltooiing in 1932 en staat ook geregistreerd als een van de locaties van het Erfgoed van Hokkaido sinds 22 oktober 2001.

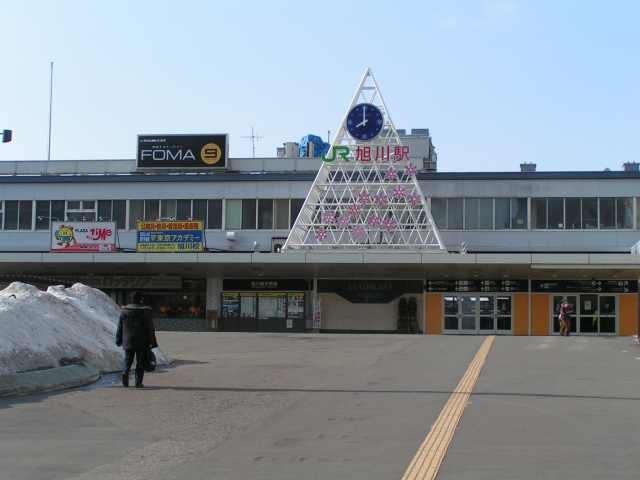
Station Asahikawa

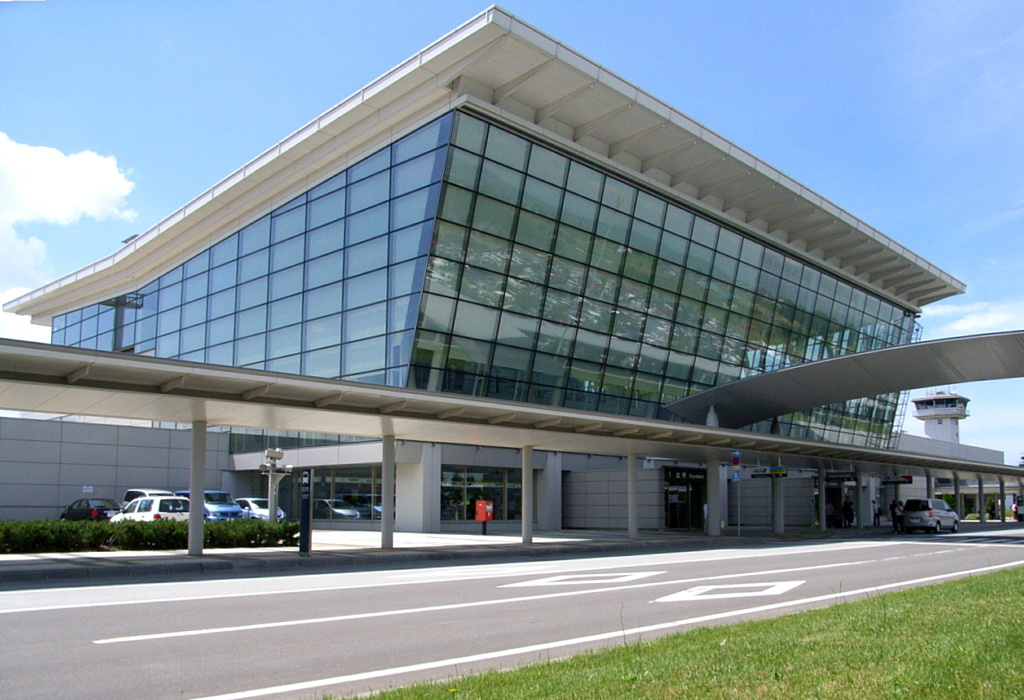
Luchthaven Asahikawa

Asahikawa bloeide op als garnizoensstad voor de Tweede Wereldoorlog toen de 7e Infanteriedivisie van het Japanse Keizerlijke Leger daar gestationeerd was. Tegenwoordig is de 2e Infanteriedivisie van het noordelijke zelfverdedigingsleger van de Japanse Landmacht gestationeerd in Asahikawa.
Elke winter wordt in Asahikawa het winterfestival gehouden op de oevers van de Ishikari waarbij gebruik wordt gemaakt van het koude klimaat en de sneeuw van Asahikawa. Op 25 januari 1902 registreerde een weerstation hier -41°C, de laagste temperatuur in de Japanse geschiedenis. Dankzij het koude klimaat en de locatie die omringd wordt door bergen, zijn er een aantal ski-resorts in de omliggende gebieden.
Asahikawa wordt bediend door de Luchthaven Asahikawa die zich op het grondgebied van Asahikawa en de gemeente Higashikagura bevindt. Het is een regionale luchthaven met een enkele baan. Vanuit de luchthaven wordt gevlogen naar verschillende binnenlandse locaties zoals Tokio, maar sommige luchtvaartmaatschappijen bieden ook bestemmingen aan in Zuid-Korea.

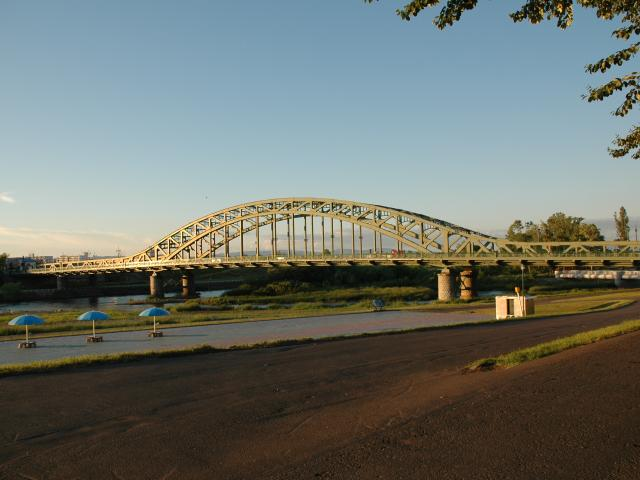
Asahibashi-brug

## Geschiedenis
- 1890 Het district Kamikawa wordt opgericht binnen de provincie Ishikari. Het bevat de dorpen (mura) Asahikawa, Nagayama en Kamui
- 1900 Asahikawa krijgt het statuut van gemeente (machi)
- 1914 Asahikawa wordt Asahikawa-ku
- 1922 Asahikawa-ku krijgt het statuut van stad (shi)
- 1955 Het dorp Kamui en het dorp Etanbetsu fuseren met Asahikawa
- 1961 Fusie met de gemeente Nagayama
- 1963 Fusie met de gemeente Higashi-Asahikawa
- 1967 Opening van de Asahiyama Zoo
- 1968 Fusie met de gemeente Kagura
- 1971 Fusie met de gemeente Higashi-Takasu
- 1972 Het eerste permanente winkelcentrum Heiwadōri Shopping Park gaat open
- 1 april 2000 Asahikawa wordt een Kernstad

## Stedenbanden
Asahikawa heeft een stedenband met

### Zustersteden
- Bloomington, Verenigde Staten
- Normal, Verenigde Staten
- Suwon, Zuid-Korea

### Vriendschapssteden
- Joezjno-Sachalinsk, Rusland
- Harbin, China

## Educatie

### Hogescholen en Universiteiten
- Asahikawa Medische Universiteit
- Hokkaido Universiteit van Educatie
- Asahikawa Universiteit
- Tokai Universiteit

## Specialiteiten
- Asahikawa-ramen
- Asahikawa Meubilair
- Banketbakkerij
- Sake (Otokoyama, Takasago, Taisetsunokura)
- Cocktail
- Taisetsu Microbrew Bier "Taisetsu ji-beer"
- Asahikawa mutton barbecue "Genghis Khan"
- Aardewerk / Houtwerk (Arashiyama-gebied)

## Bezienswaardigheden
- Arashiyama Aardewerkdorp
- Asahibashi-brug
- Asahikawa Furniture Center

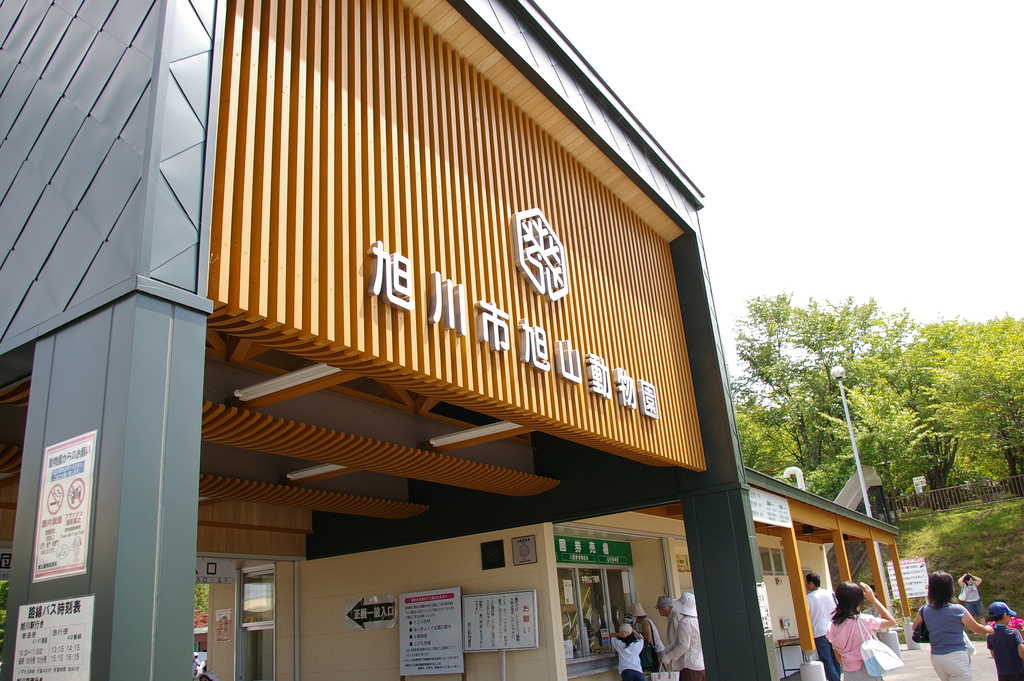
Zoo van Asahiyama

- Asahikawa Museum van Sculptuur ter ere van Teijiro Nakahara
- Asahikawa Winterfestival / Illuminations (februari)
- Asahikawa Youth Science Museum "Saiparu"
- Dierentuin van Asahiyama
- Herdenkingscentrum voor Ayako Miura
- Hoppo Wilde Bloementuin, bekend om zijn Erythronium japonicum die in mei bloeit
- Hokkaido Traditionele Ambachtendorp
- Berg Tossho, ook bekend dankzij de Erythronium japonicum
- Otokoyama Sake Brewing Museum
- Romantic Road (Bomentunnel en kerken)
- Skigebieden (Kamui Ski Links, Santa Present Park, Pippu Ski Area, Canmore Ski Villiage etc.)
- Sugai Amusement Factory
- Yasushi Inoue Herdenkingscentrum

## Geboren in Asahikawa
- Miura Ayako, auteur
- Yuko Emoto, judoka
- Yasushi Inoue, auteur
- Kiyomi Kato, worstelaar
- Michio Mamiya (1929-2024), componist en muziekpedagoog
- Shigeo Nakata, worstelaar
- Ikumi Narita, volleyballer
- Victor Starffin, honkballer
- Taizō Sugimura, politicus
- Kentaro Suzuki, Americanfootballspeler
- Tomoka Takeuchi, snowboardster
- Kōji Tamaki, leadzanger van Anzen Chitai
- Buichi Terasawa, mangaka
- Masae Ueno, judoka
- Yoshie Ueno, judoka
- Miho Yabe, actrice